# Ronnie Nyogetsu Reishin Seldin
Ronnie Nyogetsu Reishin Seldin (Brooklyn, New York, 1947 - 30 de maio d 2017)  foi um notável tocador de shakuhachi.
Ele estudou teologia na New School for Social Research, depois foi para o Japão onde estudou o shakuhachi, recebendo o nome Nyogetsu em 1975. Em 2001 ele recebeu sua licença de Grão-Mestre ao nível de Kyu Dan e recebeu o nome de Reishin ("Coração / Mente do Sino"). Ele se apresentou na trilha sonora de "A Family Gathering" (1989) e também aparece no indicado ao Grammy "The Planet Sleeps".
Ele era adepto da fé Tenrikyo e viveu com sua esposa Brenda em New York City. Sua esposa é uma praticante Zen budista.
Ele foi o fundador e diretor do Ki-Sui-An Shakuhachi Dojo, ensinava shakuhachi regularmente em Nova York, Filadélfia, Siracusa, Nova York e em Boston, e conduzia retiros intensivos de shakuhachi em mosteiros zen no norte de Nova York.